# Hêza Parastina Êzîdxan

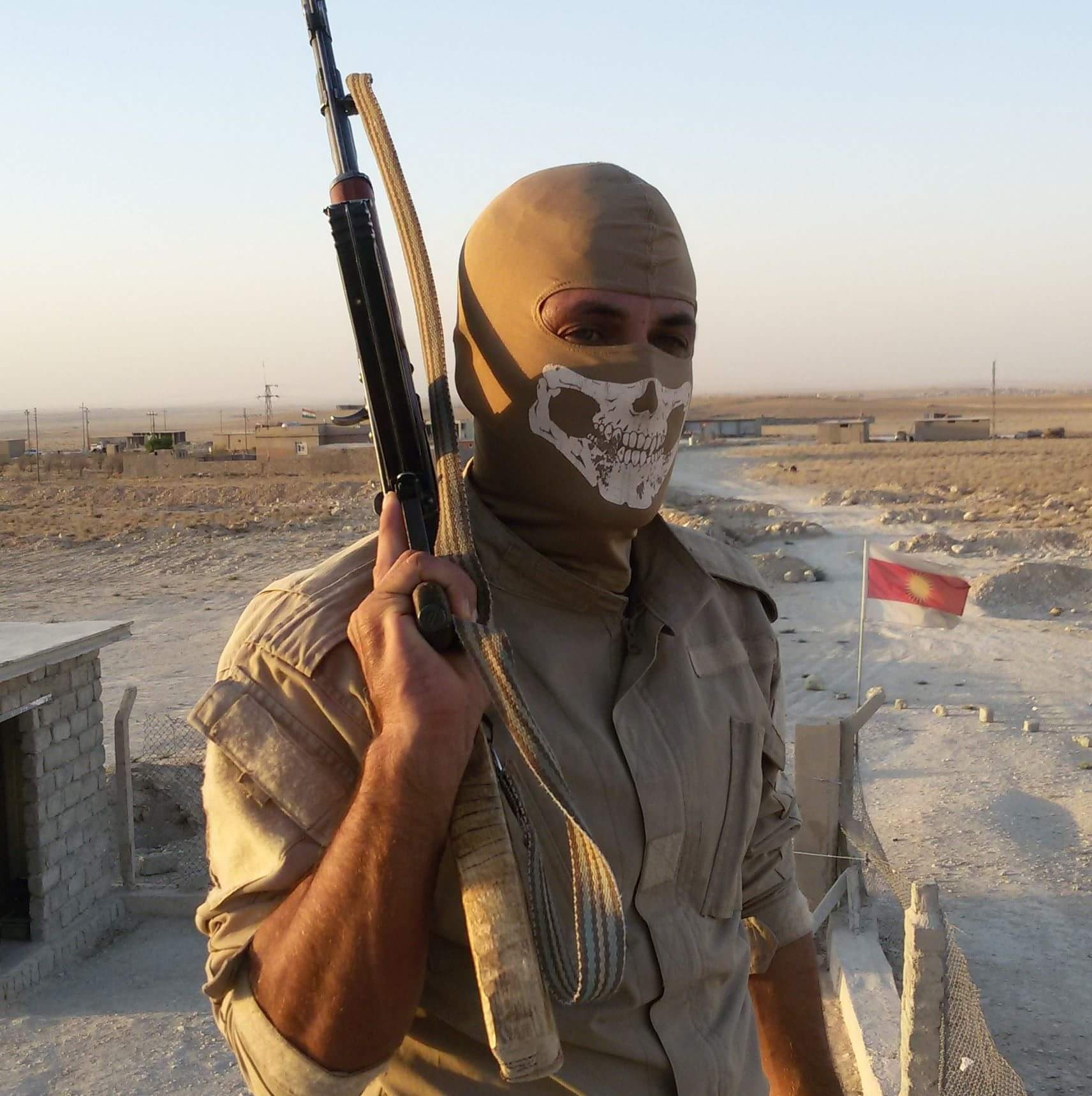
Jesidischer HPÊ-Kämpfer in Sindschar (2016)

Die Hêza Parastina Êzîdxan (kurz HPÊ, arabisch قوة حماية ايزيدخان Quwwat Ḥimāyat Ezidchān, zu deutsch Verteidigungskraft Ezidchans) ist eine jesidische Bürgerwehr, die unter dem Eindruck der Sommeroffensive 2014 der Terrororganisation Islamischer Staat (IS) von Heydar Şeşo gegründet wurde. Im gleichen Zeitraum wurde von den YPG eine zweite Bürgerwehr, die Yekîneyên Berxwedana Şingal (YBŞ), initiiert.
Seit November 2015 trägt die als Hêza Parastina Şingal (HPŞ, zu deutsch Verteidigungskraft Shingals) gegründete Miliz ihren heutigen Namen.